# Syndrome de Goldston
Le syndrome de Goldston est une anomalie génétique rare (moins de 1 sur 1 million) du développement du rein. Il se caractérise par une dysplasie du rein (kyste rénal), avec ou sans oligohydramnios prénatal, ainsi que par des anomalies du système nerveux central (fréquemment une malformation de Dandy-Walker), avec ou sans une fibrose hépatique congénitale, en l'absence de polydactylie,,. 
Ce syndrome est proche du syndrome de Meckel quant à sa description clinique.  Il est aussi appelé Syndrome like-Meckel ou dysplasie hépatico-pancréatico-rénale avec Dandy-Walker. 
Il est de transmission autosomique récessive, par mutation homozygote du gène NPHP3 (en) sur le chromosome 3 q22.